# Montastraeidae
Montastraeidae es una familia de corales marinos que pertenecen al orden Scleractinia, de la clase Anthozoa.  
Es una familia monogenérica, comprendiendo solo al género Montastraea (de Blainville, 1830), que todavía figura en registros importantes, tales como la Unión Internacional para la Conservación de la Naturaleza, UICN, o el Sistema Integrado de Información Taxonómica, ITIS, en la familia Faviidae. 
Sus especies son hermatípicas y contienen zooxantelas. Son coloniales, de formas masivas, en platos o lomas. Los coralitos, o esqueletos individuales de los pólipos, son monocéntricos. La reproducción de la colonia es predominantemente extratentacular, aunque en ocasiones se da también la intratentacular.

## Géneros
- Montastraea Blainville, 1830.